# Madre (Film)
Madre ist ein Mystery-Thriller von Rodrigo Sorogoyen, der im Sommer 2019 im Rahmen der Filmfestspiele von Venedig seine Weltpremiere feierte und am 15. November 2019 in die spanischen Kinos kam.

## Handlung
Elena lebt in dem kleinen französischen Küstendorf Vieux-Boucau-les-Bains. Zehn Jahre sind vergangen, seit ihr sechsjähriger Sohn Iván verschwunden ist. Sie hatte zuletzt mit ihm gesprochen, als sie noch in Madrid lebte, und er sie von seinem Handy aus dem Campingurlaub mit seinem Vater irgendwo an der Küste Südwestfrankreichs anrief. Der Junge erzählte ihr, er sei allein am Strand und habe Angst, da sein Vater kurz weggegangen sei, um ein paar Spielsachen aus dem Wohnmobil zu holen.
Heute leitet Elena ein Café am Strand von Vieux-Boucau-les-Bains, wo der kleine Iván damals verschwand. Sie ist nur ein Schatten ihrer selbst und geht täglich am Strand spazieren. Eines Tages sieht sie dort einen jungen Mann, der sie stark an ihren verschwundenen Sohn erinnert und in dem Alter ist, in dem sich Iván heute befinden würde.
Der 16-jährige Pariser macht mit seiner Familie Urlaub im Resort des Küstendorfs. Sie folgt ihm nach Hause und beobachtet ihn beim gemeinsamen Essen mit seinen Eltern und seinen zwei Brüdern. Als Jean, so sein Name, später in ihrem Café auftaucht, kommt es anfänglich zu einem Missverständnis. Er ist von dem Gedanken fasziniert, diese attraktive, deutlich ältere Frau als er, könnte an ihm interessiert sein, denn er bemerkte, dass Elena ihn verfolgt hat. Zwischen den beiden entwickelt sich eine ganz besondere Freundschaft, die nicht nur von Jeans Eltern, sondern auch den Einwohnern Vieux-Boucau-les-Bains kritisch beäugt wird.

## Produktion

### Filmstab und vorheriger Kurzfilm

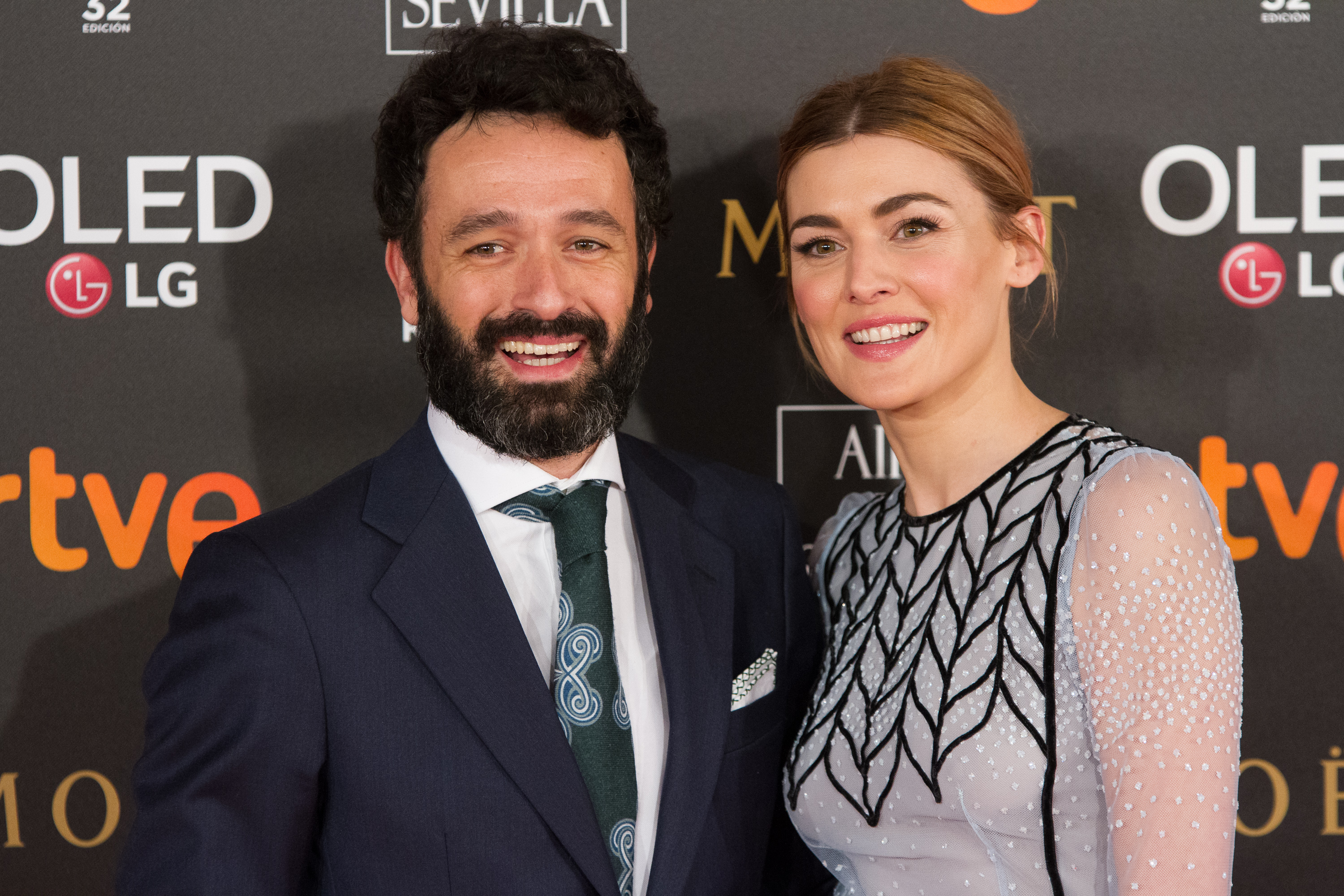
Regisseur Rodrigo Sorogoyen und Hauptdarstellerin Marta Nieto bei der Goya-Verleihung 2019

Regie führte Rodrigo Sorogoyen. Es handelt sich um eine Langfilmadaption und gleichzeitige Fortsetzung seines gleichnamigen Kurzfilms, der im Rahmen der Oscarverleihung 2019 als bester Kurzfilm nominiert war. Während Sorogoyen in dem Kurzfilm von dem Verschwinden Iváns erzählt, zeigt der Regisseur in seinem Langfilm, wie sich das Leben der Mutter zehn Jahre nach dieser Tragödie entwickelt hat und wie diese, nun Elena, die Bekanntschaft des jungen Jean macht, der so alt ist, wie ihr Sohn heute wäre. Das Drehbuch schrieb Sorogoyen gemeinsam mit Isabel Peña.

### Besetzung und Dreharbeiten
Die spanische Schauspielerin Marta Nieto, die in Sorogoyens Kurzfilm in der Rolle von Marta zu sehen war, übernahm im Langfilm die Rolle von Elena. Jules Porier spielt Jean. Es ist für den französischen Nachwuchsschauspieler die zweite Hauptrolle nach dem Filmdrama Marvin von Anne Fontaine, in dem er in der Titelrolle zu sehen war. Frédéric Pierrot und Anne Consigny spielen seine Eltern Grégory und Léa. In einer weiteren Rolle ist Blanca Apilánez als Elenas Mutter zu sehen.
Die Dreharbeiten fanden ab Oktober 2018 vier Wochen lang am Strand von Vieux-Boucau-les-Bains, in der Rue des Pibaleurs, wo sich Elenas Wohnung befindet und in der Rue des Ramiers, wo Jean mit seiner Familie in einem Resort lebt, statt. Als Kameramann fungierte Àlejandro de Pablo.

### Veröffentlichung
Ab dem 30. August 2019 wurde Madre bei den Filmfestspielen von Venedig gezeigt, wo der Film seine Weltpremiere feierte. Am 15. November 2019 kam er in die spanischen Kinos. Ab 12. Juli 2020 wurde der Film in Frankreich in verschiedenen Open-Air-Kinos und in Freiluftaufführungen gezeigt.

## Rezeption

### Kritiken
Der Film erhielt bislang überwiegend gute Kritiken und konnte 92 Prozent aller Kritiker bei Rotten Tomatoes überzeugen bei einer durchschnittlichen Bewertung mit 7,4 von 10 möglichen Punkten.
Kevin Crust von der Los Angeles Times schreibt in seiner Kritik, Marta Nieto sei in der Rolle von Elena so faszinierend, dass man alles fühle, was sie fühlt, auch wenn sie durch einen Blick, eine hochgezogene Augenbraue, eine Geste oder ihre Körpersprache artikuliert, ohne jemals zu wissen, was sie wirklich denkt. So führe einen der Film nicht in Elenas Gedanken, sondern in ihre Seele. Auch Jules Porier sei exzellent, der in seiner Rolle als argloser, schelmischer Heranwachsender an einen jungen Leonardo DiCaprio oder Timothée Chalamet erinnere.

### Auszeichnungen (Auswahl)
Im Folgenden eine Auswahl an Auszeichnungen und Nominierungen für Madre:
Europäischer Filmpreis 2020

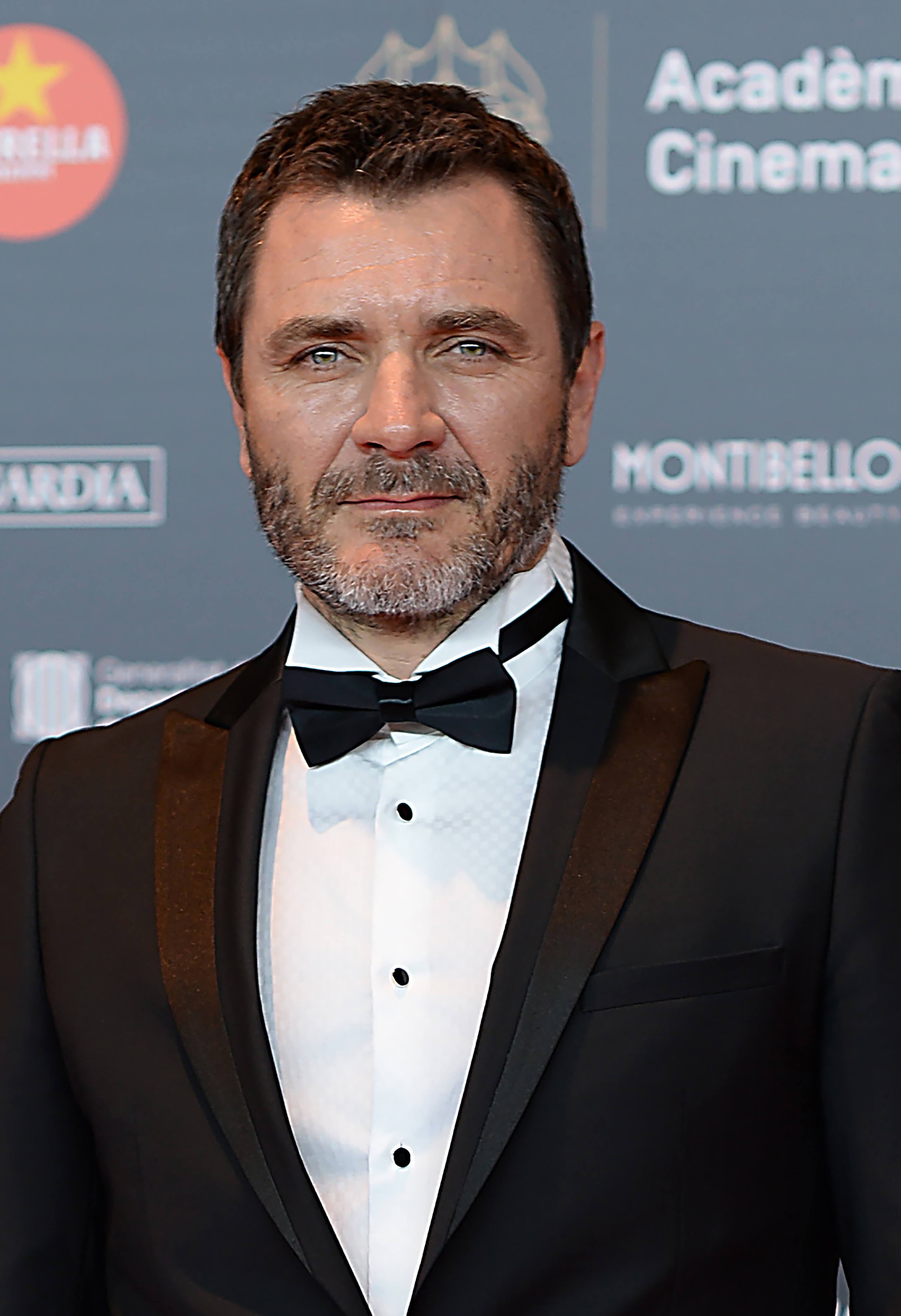
Alex Brendemühl, hier bei der Verleihung des Gaudí 2020, spielt Elenas langjährigen Freund Joseba

- Nominierung als Beste Darstellerin (Marta Nieto)[7]

Gaudí 2020
- Nominierung als Bester Nebendarsteller (Alex Brendemühl)

Goya 2020
- Nominierung als Beste Hauptdarstellerin (Marta Nieto)
- Nominierung für das Beste adaptierte Drehbuch (Isabel Peña und Rodrigo Sorogoyen)
- Nominierung für den besten Schnitt (Alberto del Campo)

Internationale Filmfestspiele von Venedig 2019
- Auszeichnung mit dem Venice Horizons Award als Beste Schauspielerin (Marta Nieto)
- Nominierung als Bester Film für den Venice Horizons Award	(Rodrigo Sorogoyen)

Darüber hinaus gelangte Madre auch in die Vorauswahl für die Golden Globe Awards 2021 (Bester fremdsprachiger Film).